# سینتیا زرابیا
سینتیا زرابیا (انگلیسی: Cinthia Zarabia؛ زادهٔ ۲۴ نوامبر ۱۹۹۲) بازیکن فوتبال اهل ونزوئلا است.
وی همچنین در تیم ملی فوتبال ونزوئلا بازی کرده‌است.